# William Daniel Phillips
William Daniel Phillips (sinh ngày 5.11.1948 tại Wilkes-Barre, Pennsylvania) là nhà vật lý người Mỹ đã đoạt Giải Nobel Vật lý năm 1997 (chung với Steven Chu và Claude Cohen-Tannoudji).

## Cuộc đời và Sự nghiệp
Phillips sinh tại Wilkes-Barre, Pennsylvania, là con của William Cornelius Phillips và Mary Catherine Savino. Cha mẹ ông di chuyển về cư ngụ ở Camp Hill (gần Harrisburg, Pennsylvania) năm 1959. Ông học trường trung học Camp Hill High School và đậu thủ khoa. Sau đó ông vào học ở Juniata College tốt nghiệp hạng summa cum laude (hạng tối ưu) năm 1970. Ông học, nghiên cứu tiếp ở Học viện Công nghệ Massachusetts và đậu bằng tiến sĩ vật lý với bản luận án liên quan tới mômen từ của proton trong nước.
Sau đó ông nghiên cứu Ngưng tụ Bose-Einstein. Năm 1997 ông đoạt Giải Nobel Vật lý (chung với Claude Cohen-Tannoudji và Steven Chu) cho các đóng góp của ông trong nghiên cứu làm lạnh bằng laser (và đặc biệt cho việc phát minh Zeeman slower, một kỹ thuật để làm cho tốc độ di chuyển của các nguyên tử dạng khí chậm lại để dễ nghiên cứu chúng, được thực hiện ở National Institute of Standards and Technology (Viện Công nghệ và Tiêu chuẩn quốc gia Hoa Kỳ).
Phillips cũng làm giáo sư vật lý ở Đại học Maryland, College Park.

## Hoạt động khác
Ông là một trong 35 người đoạt giải Nobel đã ký vào một lá thư thúc giục tổng thống Obama cung cấp một ngân khoản 15 tỷ dollar Mỹ hỗ trợ cho việc nghiên cứu và ứng dụng công nghệ năng lượng sạch.
Ông cũng là một trong 3 nhà khoa học nổi tiếng thuộc Phong trào Giám Lý tham gia vào cuộc đối thoại giữa khoa học và tôn giáo. Hai người kia là nhà hóa học Charles Coulson và Arthur Leonard Schawlow, người đoạt giải Nobel 1981.
Tháng 10 năm 2010 Phillips tham gia bữa ăn trưa của USA Science and Engineering Festival (Liên hoan Khoa học và Kỹ thuật Hoa Kỳ), trong đó các sinh viên, học sinh trung học đàm đạo không chính thức với một nhà khoa học đoạt giải Nobel. Phillips cũng là thành Ban cố vấn của USA Science and Engineering Festival.

## Giải thưởng và Vinh dự
- Giải Nhà khoa học trẻ xuất sắc của Viện hàn lâm Khoa học Maryland, 1982.
- Giải thành tựu Khoa học của Viện hàn lâm Khoa học Washington,1982
- Huy chương bạc của Bộ Thương mại Hoa Kỳ, 1983
- Giải Samuel Wesley Stratton của Phòng Tiêu chuẩn quốc gia Hoa Kỳ, 1987
- Giải Arthur S. Flemming của Washington Downtown Jaycees, 1988
- Huy chương vàng của Bộ Thương mại Hoa Kỳ, 1993.
- Viện sĩ Viện hàn lâm Khoa học và Nghệ thuật Hoa Kỳ, 1995
- Huy chương Albert A. Michelson của Viện Franklin, 1996[6]
- Viện sĩ Viện hàn lâm Khoa học quốc gia Hoa Kỳ, 1997
- Giải Nobel Vật lý, 1997
- Giải Arthur L. Schawlow về Khoa học Laser của Hội Vật lý Hoa Kỳ, 1998

## Đời tư
Phillips kết hôn với Jane Van Wynen ngay trước khi ông vào học ở Học viện Công nghệ Massachusetts. Ban đầu, cả hai người không đi nhà thờ thường xuyên. Tuy nhiên, năm 1979, họ đã gia nhập Fairhaven United Methodist Church tại Gaithersburg, Maryland bởi vì họ đánh giá cao sự đa dạng của nhà thờ này. Ông là thành viên sáng lập của International Society for Science & Religion. Họ có hai người con gái: Caitlin Phillips (sinh năm 1979), người lập ra Rebound Designs, và Christine Phillips (sinh năm 1981) làm việc trong ngành Truyền thông Khoa học.